# Ashtray Heart
Ashtray Heart este single-ul cu numărul douăzeci și nouă al trupei de rock alternativ Placebo, și cel de-al doilea single de pe cel de-al șaselea album, Battle for the Sun (al doilea single în Europa continentală și restul lumii, în Marea Britanie și Norvegia fiind lansat drept single „The Never-Ending Why”). A fost lansat în mod oficial pe data de 21 septembrie 2009.
Ashtray Heart a fost unul dintre primele nume ale formației Placebo, însă Brian Molko susține că titlul cântecului nu este o aluzie la acea perioadă. Cântecul a fost scris în Nicaragua și este prima piesă scrisă în întregime de Molko, fără niciun fel de ajutor din partea lui Stefan Olsdal.

## Lista melodiilor

### CD single
1. „Ashtray Heart”
2. „Fuck U” (Archive cover)
3. „For What It's Worth” (Losers Remix )

### iTunes (valabil spre achiziție începând cu 20 septembrie)
1. „Ashtray Heart”
2. „Fuck U”
3. „Hardly Wait” (PJ Harvey cover)
4. „For What It's Worth” (Losers Remix )
5. „Ashtray Heart” (Video)

## Despre lirică
Versurile amare ale melodiei realizează un contrast cu instrumentalul cu tentă veselă - un lucru întâlnit și anterior la Placebo: „We were alone before we met / No more forlorn than one could get / How could we know we had found treasure? / How sinister and how correct / And it was a leap of faith I could not take / A promise that I could not make” („Eram singuri înainte de a ne întâlni / Exact atâta tristețe cât poate o persoană suporta / Cum, ne-am fi putut da seama că am găsit ceva prețios? / Cât de sinistru și cât de corect / Și totul a fost un risc pe care nu mi l-am putut asuma / O promisiune pe care nu mi-am putut-o ține”).
La un moment dat, versurile amintesc pe undeva de cel de-al doilea single de pe albumul Sleeping With Ghosts, „This Picture”, care începea cu „I hold an image of the ashtray girl / Of cigarette burns of my chest” („Păstrez imaginea fetei-scrumieră / A țigării ce arde pe pieptul meu”); cuvintele par a exprima aceeași poveste, însă privită din unghiul de vedere al „fetei-scrumieră”: „I tore the muscle from your chest / And used it to stub out cigarettes / I listened to your screams of pleasure / And I watch the bed sheets turn blood red (Ți-am sfâșiat inima / Am folosit-o să-mi sting țigările / Ți-am ascultat țipetele de plăcere / Am privit cearșafurile de pe pat însângerându-se”).
Versul „Cenicero, cenicero, mi corazon de cenicero” („Scrumieră, scrumieră, inima mea scrumieră”) din refren este o reminiscență a vacanței petrecute de Molko în Nicaragua, înainte de intrarea în studio; fiind singurul fumător din grup, el trebuia să ceară mereu scrumiera (cenicero) în restaurant.

## Despre videoclip
În regia lui Robert Chandler, videoclipul pentru piesa „Ashtray Heart” îi prezintă pe membrii formației interpretând cântecul. A fost filmat pe fundal verde, efectele speciale (jocuri de culori, de lumini și de umbre) fiind adăugate ulterior pentru a da clipului un aspect „caleidoscopic și efervescent”, după cum este scris pe site-ul oficial.